# Simone Aughterlony
Simone Aughterlony (* 1977) ist eine neuseeländisch-schweizerische kunstschaffende Person, die vornehmlich in den Bereichen Choreografie, Performance und visuelle Kunst arbeitet.

## Leben und Wirken
Aughterlony schloss 1995 eine Ausbildung an der New Zealand School of Dance ab. 2000 siedelte Augtherlony nach Europa über, wo sie Ensemblemitglied von Meg Stuarts Compagnie Damaged Goods wurde. Als performende Person arbeitete Augtherlony unter anderem mit Forced Entertainment zusammen.
Ihre erste Performancearbeit für eine Eigenproduktion begann 2003 für Public Property. Das Stück wurde 2004 im Theaterhaus Gessnerallee und im Productiehuis Rotterdam (Rotterdamse Schouwburg) aufgeführt. Videokünstler war der Schweizer David Hera. 2005 führte sie am Tanzhaus Zürich, einer von Gramazio & Kohler umgebauten Transformatorenstation, und am Théâtre Sévelin 36 in Lausanne Performers on Trial auf. Das Konzept stammte von ihr, die Performance erarbeitete sie zusammen mit Thomas Wodianka und die Musik schrieb Marcel Blatti, der dies in Folge auch für weitere ihrer Produktionen tat.
Roger Merguin, der 2005 von der Dampfzentrale Bern zum Theaterhaus Gessnerallee wechselte, übernahm 2006 erstmals bei Bare Back Lying die Produktion für eines von Aughterlony konzipierten Stückes. Bei Bare Back Lying erarbeitete sie die Performance zusammen mit Wodianka, Bibiana Beglau und Nicholas „Nic“ Lloyd. Das Stück wurde ebenfalls am Productiehuis Rotterdam und am Theaterhaus Gessnerallee aufgeführt, ferner an der Berliner Theaterinstitution Hebbel am Ufer. Zusammen mit Meika Dresenkamp, die bislang als Videokünstlerin an allen Stücken außer Public Property beteiligt war, schrieb sie das Konzept und realisierte die Performance Between Amateurs, das 2007 wiederum in Rotterdam, Zürich und Berlin aufgeführt wurde. Unterstützt wurde das Projekt unter anderem von Pro Helvetia.
Auf Einladung des Münchener Talent- und Ideenfestivals SPIELART kreierte sie das Duettstück Tonic, das auf Empfehlung von Tim Etchells im Rahmen der Reihe What’s Next? aufgeführt wurde. Bei der Performance arbeitete sie auch hier mit Nic Lloyd zusammen. Das Projekt wurde wiederum von mehreren Organisationen unterstützt und unter anderem auch im Tanzquartier Wien und am Forum Freies Theater in Düsseldorf aufgeführt. Ebenfalls 2008 wurde in Zürich, Berlin und Rotterdam The Best and Worst of Us aufgeführt. An der Performance war Kate McIntosh, Phil Hayes und Nic Lloyd beteiligt, die künstlerische Beratung übernahm Laura Kalauz.
2009 konzipierte sie in Zusammenarbeit mit Isabelle Schad das Stück Sweet dreams are made. Bei der Performance arbeitete sie neben Nic Lloyd, Isabelle Schad und Thomas Wodianka hier auch mit Arantxa Martinez, Lola Rubio und Fiona Wright zusammen. 2011 folgte We need to talk zur Voyager Golden Record wieder in Eigenarbeit, aufgeführt am Theaterhaus Gessnerallee Zürich und in der Dampfzentrale Bern. An der grafischen Gestaltung waren unter anderem Kristin Irion und Bringolf Irion Vögeli beteiligt.
Zusammen mit Jorge León, mit dem sie seit der gemeinsamen Arbeit im Damaged Goods-Projekt Highway 101 in Kontakt stand, entstand die Trilogie To Serve, die im Mai 2010 beim KunstenFESTIVALdesArts in Brüssel uraufgeführt wurde. Zusammen mit León kreierte sie im gleichen Jahr auch das Stück Deserve, dessen Performance Angélique Willkie, Céline Peret, Fiona Wright, Mieke Verdin und Thomas Wodianka erarbeiteten.
Show and Tell (2013) entstand wieder in Eigenkonzeption, die Performance wieder zusammen mit Phil Hayes und das Bühnenbild von Janina Audick. Das Stück wurde im Januar 2013 beim La Bâtie-Festival de Genève uraufgeführt sowie auch in Zürich und Berlin gezeigt. 2014 spielte sie in Jogre Léons Film Before We Go mit.

## Auszeichnungen
- 2023: Kulturpreis des Kantons Zürich[15]